# 光滑异装蟹
光滑异装蟹（学名：Heteropanope glabra）为扇蟹科异装蟹属的动物。分布于日本、澳大利亚、帕劳群岛、新加坡、丹老群岛、东非以及中国大陆的广东等地，生活环境为海水，多栖息于海滨沼泽地带。